# Kamen Rider Den-O
Kamen Rider Den-O (仮面ライダー電王 Kamen Raidā Den'ō) là seri Kamen Rider Series cực hài thứ 17. Đây là sự hợp tác giữa Hãng Ishimori và Toei. Phát sóng tập đầu tiên ngày 28 tháng 1 năm 2007 trên TV Asahi, và kết thúc ngày 20 tháng 1 năm 2008.
Diễn viên chính Satō Takeru là diễn viên chính đầu tiên trong Kamen Rider Series sinh vào thời kỳ Heisei
Cùng với bộ phim thường thấy của các seri Kamen Rider được phát hành vào mùa hè, Den-O có một bộ phim thứ hai được phát hành vào mùa xuân và thu về 730 triệu yên (gần 6.8 triệu đô la Mỹ) và một seri ngắn 10 OVA, cả hai đều là sự kiện chưa từng có trong dòng phim Kamen Rider. Tiếp tục xu  hướng đó, Kamen Rider Den-O có bộ phim thứ ba vào tháng 8 năm 2008 và có seri ngắn 12 OVA thứ hai phát hành vào Tháng mười một 2008. Satō Takeru xác nhận rằng lý do mà Den-O trở nên phổ biến là vì tính chất hài kịch tình huống của nó. Bộ phim thứ tư phát hành vào 1 tháng 5 năm 2009, và bộ phim thứ năm dự kiến phát hành vào tháng 6 năm 2010.
Motif của phim là tàu điện, kết hợp tạo hình nhân vật từ các câu chuyện dân gian Nhật Bản. Câu khẩu hiệu của bộ phim là "Du hành xuyên thời gian, tới đây!" (時を超えて 俺、参上! Toki o koete ore, sanjō!) và "Con tàu du hành xuyên thời gian, DenLiner! Trạm dừng kế, quá khứ hay tương lai?" (時の列車デンライナー!次の駅は過去か?未来か? Toki no ressha Denrainā! Tsugi no eki wa kako ka? mirai ka?).
Tại Việt Nam, bộ phim được chiếu trên kênh VTC9 - Let's Viet với tên gọi Con tàu vượt thời gian.

## Nội dung
Câu chuyện bắt đầu khi Imagin xấu đang muốn làm giao kèo với con người nhằm phá hủy quá khứ và thâu tóm loài người. Nogami Ryōtarō - 1 chàng trai kém may mắn gặp Momotaros - đại ca nhóm Imagin phản bội làm giao kèo với anh và phát hiện ra chiếc tàu có khả năng xuyên qua thời gian là DenLiner, với Hana, Owner và Naomi. Ryōtarō là một điểm kỳ dị của thời gian, nên Hana chọn anh làm Kamen Rider Den-o để chống lại các Imagin. Tuy nhiên do tính nhát gan nên anh không thể chiến đấu, và phải nhờ Momotaros nhập vào mình. Ryōtarō du hành thời gian cùng DenLiner, gặp các Imagin khác là Urataros, Kintaros và Ryutaros với mỗi tính cách khác nhau, cùng với Sakurai Yūto - Kamen Rider Zeronos và Imagin đi cùng Deneb, họ cùng nhau bảo vệ dòng thời gian khỏi các Imagin xấu.

## Nhân vật
| Rider   | Chủ thể          | Form           | Form           | Imagin nhập thân        |
| ------- | ---------------- | -------------- | -------------- | ----------------------- |
| Den-O   | Nogami Ryoutarou | Plat           | Liner          | Không có                |
| Den-O   | Nogami Ryoutarou | Sword          | Sword          | Momotaros               |
| Den-O   | Nogami Ryoutarou | Rod            | Rod            | Urataros                |
| Den-O   | Nogami Ryoutarou | Axe            | Axe            | Kintaros                |
| Den-O   | Nogami Ryoutarou | Gun            | Gun            | Ryutaros                |
| Den-O   | Nogami Ryoutarou | Wing           | Wing           | Sieg                    |
| Den-O   | Nogami Ryoutarou | (Super) Climax | (Super) Climax | Momo+Ura+Kin+Ryu(+Sieg) |
| Zeronos | Sakurai Yuuto    | Altair         | Zero           | Không có                |
| Zeronos | Sakurai Yuuto    | Vega           | Vega           | Deneb                   |

## Các tập phim
1. Ta tới đây! (俺、参上！ Ore, Sanjō!?)
2. Hành động đúng lúc (ライド・オン・タイム Raido On Taimu?)
3. Momotarō ngoài vòng pháp luật (アウトロー・モモタロー Autorō Momotarō?)
4. Biến đi Oni! Ta nghiêm túc đấy (鬼は外！僕はマジ Oni wa Soto! Boku wa Maji?)
5. Ngươi thấy thế nào khi ta câu ngươi? (僕に釣られてみる？ Boku ni Tsuraretemiru??)
6. Giá trị của kẻ lừa đảo (サギ師の品格 Sagishi no Hinkaku?)
7. Jealousy Bomber (ジェラシー・ボンバー Jerashī Bonbā?)
8. Giai điệu buồn, Giai điệu tình yêu (哀メロディ・愛メモリー Ai Merodī Ai Memorī?)
9. Sức mạnh của ta sẽ làm cho ngươi phải khóc (俺の強さにお前が泣いた Ore no Tsuyosa ni Omae ga Naita?)
10. Hana trong Điểm Độc Nhất Bão tố (ハナに嵐の特異点 Hana ni Arashi no Tokuiten?)
11. Cơn điên, Ảo tưởng, Hơi thở trẻ em (暴走・妄想・カスミ草 Bōsō Mōsō Kasumisō?)
12. Chạy đi Taros! (走れタロス！ Hashire Tarosu!?)
13. Được rồi? Có trả lời cũng bằng thừa (いい？答えは聞いてない Ii? Kotae wa Kiitenai?)
14. Dance With Dragon (ダンス・ウィズ・ドラゴン Dansu Wizu Doragon?)
15. Bath Jack Panic (銭湯（バス）ジャック・パニック Basu Jakku Panikku?)
16. Ngôi sao hạnh phúc, Tội phạm trốn thoát (幸福の星、降伏の犯人（ホシ） Kōfuku no Hoshi, Kōfuku no Hoshi?)
17. Đó là người của bây giờ! Sẵn sàng trong quá khứ? (あの人は今！も過去？ Ano Hito wa Ima! Mo Kako??)
18. Máy đồng hồ Fiancé (時計じかけの婚約者（フィアンセ） Tokei Jikake no Fianse?)
19. Người đó, Zero's Start (その男、ゼロのスタート Sono Otoko, Zero no Sutāto?)
20. Để ta nói trước khi bắt đầu (最初に言っておく Saisho ni Itte Oku?)
21. Kiểu chiến đấu (ケンカのリュウ儀 Kenka no Ryūgi?)
22. Tương lai bất khả lộ (ハナせない未来 Hanasenai Mirai?)
23. Hoàng tử vào, quỳ gối trước anh ta! (王子降臨、頭が高い！ Ōji Kōrin, Zu ga Takai!?)
24. Bài hát ru tạm biệt hoàng tử (グッバイ王子のララバイ Gubbai Ōji no Rarabai?)
25. Climax Double Jump (クライマックスＷ（ダブル）ジャンプ Kuraimakkusu Daburu Janpu?)
26. Tấm vé tới con Tàu Thần (神の路線へのチケット Kami no Rosen e no Chiketto?)
27. Nanh kim cương bị đánh cắp (ダイヤを乱す牙 Daiya o Midasu Kiba?)
28. Quá may mắn, quá tuyệt vời, quá mạnh (ツキすぎ、ノリすぎ、変わりすぎ Tsuki Sugi, Nori Sugi, Kawari Sugi?)
29. Horror Show may mắn (ラッキー・ホラー・ショー Rakkī Horā Shō?)
30. Thưa bà, pháo bông thì sao? (奥さん花火どう？ Oku-san Hanabi Dō??)
31. Ai Need Yu (愛（アイ）・ニード・侑（ユウ） Ai Nīdo Yū?)
32. Con tàu cuối cùng Card Zero! (終電カード・ゼロ！ Shūden Kādo Zero!?)
33. Rắc rối thời gian của Kohana (タイムトラブラー・コハナ Taimu Toraburā Kohana?)
34. Khoảng thời gian Pianist (時の間（はざま）のピアニスト Toki no Hazama no Pianisuto?)
35. Tái hiện bi kịch Card Zero (悲劇の復活カード・ゼロ Higeki no Fukkatsu Kādo Zero?)
36. Không nhập, không thoát, Tàu trảm! (憑かず、離れず、電車斬り！ Tsukazu, Hanarezu, Densha Giri!?)
37. Tôi có gương mặt cho nó, đúng không? (俺、そういう顔してるだろ？ Ore, Sōiu Kao Shiteru daro??)
38. Con tàu vua trong con tàu cuối cùng (電車の中の電車王 Densha no Naka no Denshaō?)
39. Rider biến mất (そしてライダーもいなくなる Soshite Raidā mo Inakunaru?)
40. Thay đổi thế giới Imagin (チェンジ・イマジン・ワールド Chenji Imajin Wārudo?)
41. Chuyện lùm xùm kẹo ngọt (キャンディ・スキャンダル Kyandi Sukyandaru?)
42. Update ký ước (想い出アップデート Omoide Appudēto?)
43. Điều gì đó bị quên lãng (サムシング・ミッシング Samushingu Misshingu?)
44. Quyết định hành động đơn (決意のシングルアクション Ketsui no Shinguru Akushon?)
45. Hồi sinh một ngày trắng (甦る空白の一日 Yomigaeru Kūhaku no Ichinichi?)
46. Bây giờ lộ ra tình yêu và sự thật (今明かす愛と理（ことわり） Ima Akasu Ai to Kotowari?)
47. Bạn khóc cho kết thúc của tôi (俺の最期にお前が泣いた Ore no Saigo ni Omae ga Naita?)
48. Tạm biệt Kẻ dối trá(kẻ dối trá ở đây chỉ Urataros)... (ウラ腹な別れ・・・ Urahara na Wakare...?)
49. Đỉnh cao không còn là điều quan trọng (クライマックスは続くよどこまでも Kuraimakkusu wa Tsuzuku yo Dokomademo?)

## Diễn viên
- Nogami Ryōtarō (野上 良太郎?): Satō Takeru (佐藤 健?)
- Hana (ハナ?): Shiratori Yuriko (白鳥 百合子?)
- Kohana (コハナ Kohana?): Matsumoto Tamaki (松元 環季?)
- Naomi (ナオミ?): Akiyama Rina (秋山 莉奈?)
- Owner/Người kể chuyện đầu phim/Trạm trưởng (オーナー／オープニングナレーション／駅長 Ōnā/Ōpuningu Narēshon/Ekichō?): Ishimaru Kenjirō (石丸 謙二郎?)
- Nogami Airi (野上 愛理?): Matsumoto Wakana (松本 若菜?)
- Ozaki Seigi (尾崎 正義?): Nagata Akira (永田 彬?) of Run&Gun|RUN&GUN
- Miura Issē (三浦 イッセー?): Ueno Ryō (上野 亮?)
- Sakurai Yūto (桜井 侑斗?): Nakamura Yūichi (中村 優一?)
- Người trong quá khứ (過去の男 Kako no Otoko?): Okano Tomonobu (岡野 友信?)
- Kai (カイ?): Ishiguro Hideo (石黒 英雄?)

### Diễn viên lồng tiếng
Nhờ sự thể hiện các Tarōs của Seki Toshihiko, Yusa Kōji, Terasoma Masaki, và Suzumura Kenichi, Kamen Rider Den-O đã giành Giải thưởng Synergy ở Seiyu Awards lần thứ hai.
- Momotaros (モモタロス Momotarosu?): Seki Toshihiko (関 俊彦?)
- Urataros (ウラタロス Uratarosu?): Yusa Kōji (遊佐 浩二?)
- Kintaros (キンタロス Kintarosu?): Terasoma Masaki (てらそま まさき?)
- Ryutaros (リュウタロス Ryūtarosu?): Suzumura Ken'ichi (鈴村 健一?)
- Deneb (デネブ Denebu?): Ōtsuka Hōchū (大塚 芳忠?)
- Sieg (ジーク Jīku?, 23-24, 49): Miki Shin'ichirō (三木 眞一郎?)

### Diễn viên đóng thế
- Kamen Rider Den-O/Momotaros: Takaiwa Seiji (高岩 成二?)
- Urataros: Eitoku (永徳?)
- Kintaros: Okamoto Jirō (岡元 次郎?)
- Ryutaros: Ogura Toshihiro (おぐら としひろ?)
- Kamen Rider Zeronos: Itō Makoto (伊藤 慎?)
- Deneb: Oshikawa Yoshifumi (押川 善文?)
- Sieg: Nagase Naoki (永瀬 尚希?)

### Diễn viên khách mời
- Yamagoshi Yū (山越 佑?) (3-4): Namioka Kazuki (波岡 一喜?)
- Saitō Yumi (斉藤 優美?) (7-8): Kurihara Hitomi (栗原 瞳?)
- Honjō Masaru (本条 勝?) (9-10): Uchino Kenta (内野 謙太?)
- Toyama Shūji (戸山 秀二?) (13-14): Ueda Shun (うえだ 峻?)
- Hakamada Shūjirō (袴田 秀次郎?) (15-16): Ōshiba Hayato (大柴 隼人?)
- Sawada Yuka (沢田 由香?) (17-18, 33): Mitsushima Hikari (満島 ひかり?)
- Gaoh (牙王 Gaō?) (25-28): Watanabe Hiroyuki (渡辺 裕之?)
- Aoki Masashi (青木 雅史?) (25-26): Yamamoto Kōhei (山本 康平?)
- Machida (町田?) (29): Sugawara Takuma (菅原 卓磨?)
- Terasaki Tōru (寺崎 トオル?) (30): Hayashi Tsuyoshi (林 剛史?)
- Yamaguchi (山口?) (35-36): Furuya Yōichi (古屋 暢一?)

### Diễn viên lồng tiếng khách mời
- Bat Imagin (バットイマジン Batto Imajin?, 1-2): Yanada Kiyoyuki (梁田 清之?)
- Crust Imagin (クラストイマジン Kurasuto Imajin?, 5-6): Tsukui Kyōsei (津久井 教生?)
- Crow Imagin (クロウイマジン Kurou Imajin?, 7-8): Nishi Rintarō (西 凛太朗?)
- Rhino Imagin (ライノイマジン Raino Imajin?, 9-10): Koyama Tsuyoshi (小山 剛志?)
- Owl Imagin (オウルイマジン Ouru Imajin?, 13-14), Albinoleo Imagin (アルビノレオイマジン Arubinoreo Imajin?, 43-46): Kuroda Takaya (黒田 崇矢?)
- Wolf Imagin (ウルフイマジン Urufu Imajin?, 17-18): Hiyama Nobuyuki (檜山 修之?)
- Jelly Imagin (ジェリーイマジン Jerī Imajin?, 19-20): Nakao Ryūsei (中尾 隆聖?)
- Tortoice Imagin (トータスイマジン Tōtasu Imajin?, 21-22), Panda Rabbit Imagin (パンダラビットイマジン Panda Rabitto Imajin?, 39): Ochiai Kōji (落合 弘治?)
- Molech Imagin (モレクイマジン Moreku Imajin?, 27): Tokuyama Hidenori (徳山 秀典?)
- Kraken Imagin (クラーケンイマジン Kurāken Imajin?, 33-34): Inada Tetsu (稲田 徹?)
- Leo Imagin (レオイマジン Reo Imajin?, 37-38): Yamaji Kazuhiro (山路 和弘?)
- Death Imagin (デスイマジン Desu Imajin?, 48-49): Yanaka Hiroshi (家中 宏?)

## Bài hát
Đầu
- "Climax Jump"
- "Climax Jump DEN-LINER form"

Kết
- "Double-Action"
- "Double-Action Rod form"
- "Double-Action Ax form"
- "Double-Action Gun form"
- "Action-ZERO"
- "Real-Action"
- "Double-Action Wing form"

Phụ
- "Climax Jump HIPHOP ver."
- "Double-Action Piano form (1-4)"
- "Double-Action Coffee form"
- "Climax Jump Dark HIPHOP ver."

Khác
- "Yume de Aeta Nara…" (夢で逢えたなら…? Nếu gặp nhau trong mơ...)
- "Double-Action GAOH form"
- "DEN-O VOCAL TRACKS LINER (C-J D-A nonstop re-connection)"
- "Action-ZERO Piano form"
- "Double-Action CLIMAX form"
- "Climax Jump the Final"
- "Cho Climax Jump" (超 Climax Jump Chō Kuraimakkusu Janpu?)